# Viện Kiểm sát Nhân dân Tối cao (Trung Quốc)

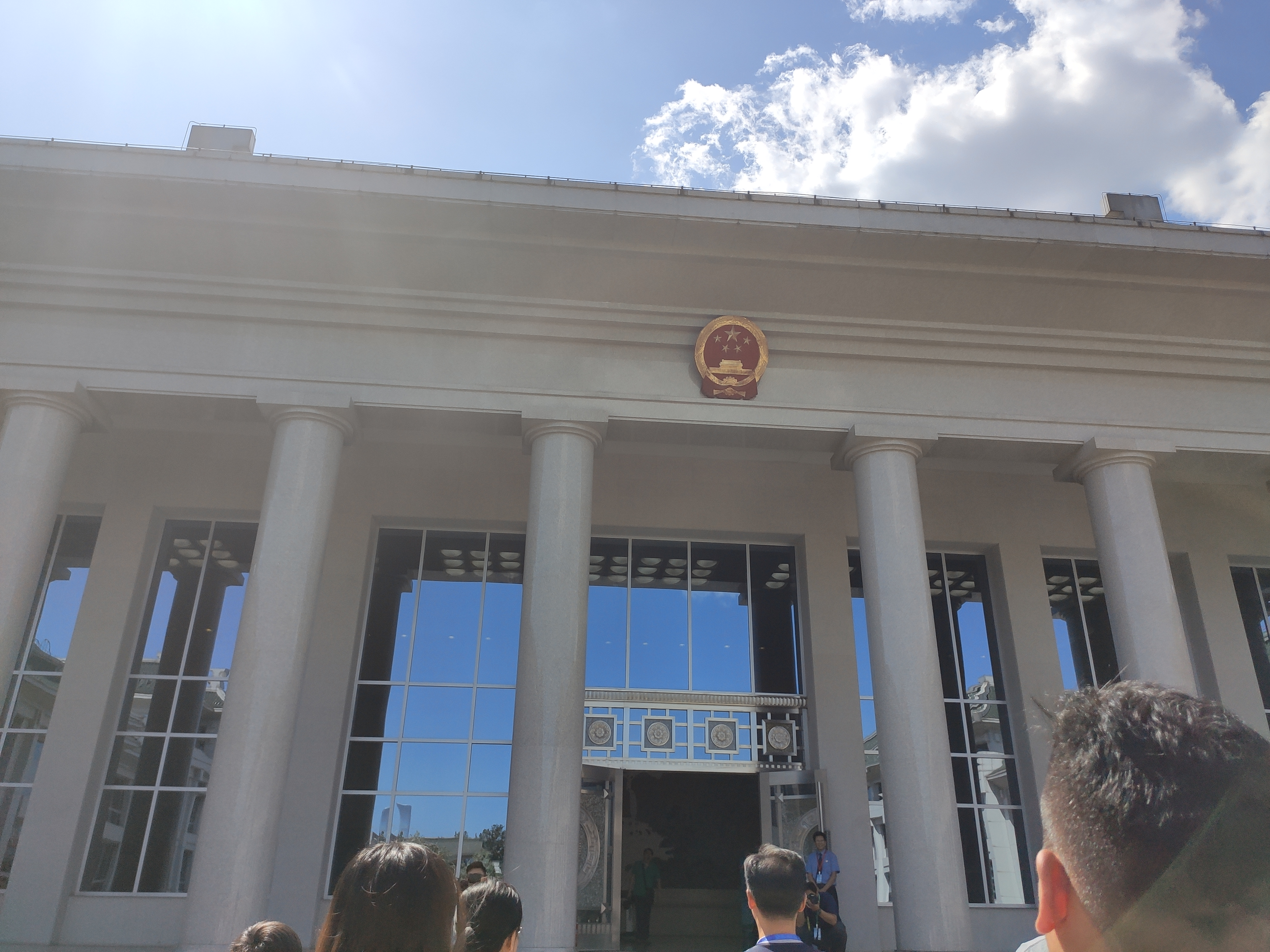
Mặt tiền trụ sở Viện kiểm sát nhân dân tối cao

Viện kiểm sát nhân dân tối cao Cộng hòa Nhân dân Trung Hoa là cơ quan công tố cao nhất của Trung Quốc, báo cáo công tác trước Đại hội đại biểu nhân dân toàn quốc.
Viện kiểm sát nhân dân tối cao thực hành quyền công tố trong vụ án hình sự, bao gồm việc điều tra và truy tố. Viện kiểm sát nhân dân tối cao cũng xem xét các quyết định pháp lý của các viện kiểm sát nhân dân địa phương và chuyên trách, các tòa án nhân dân cấp dưới và ban hành giải thích tư pháp.
Từ tháng 3 năm 2018, chức năng khởi tố, điều tra vụ án tham nhũng của Viện kiểm sát nhân dân tối cao được giao cho Ủy ban giám sát nhà nước.

## Cơ cấu tổ chức

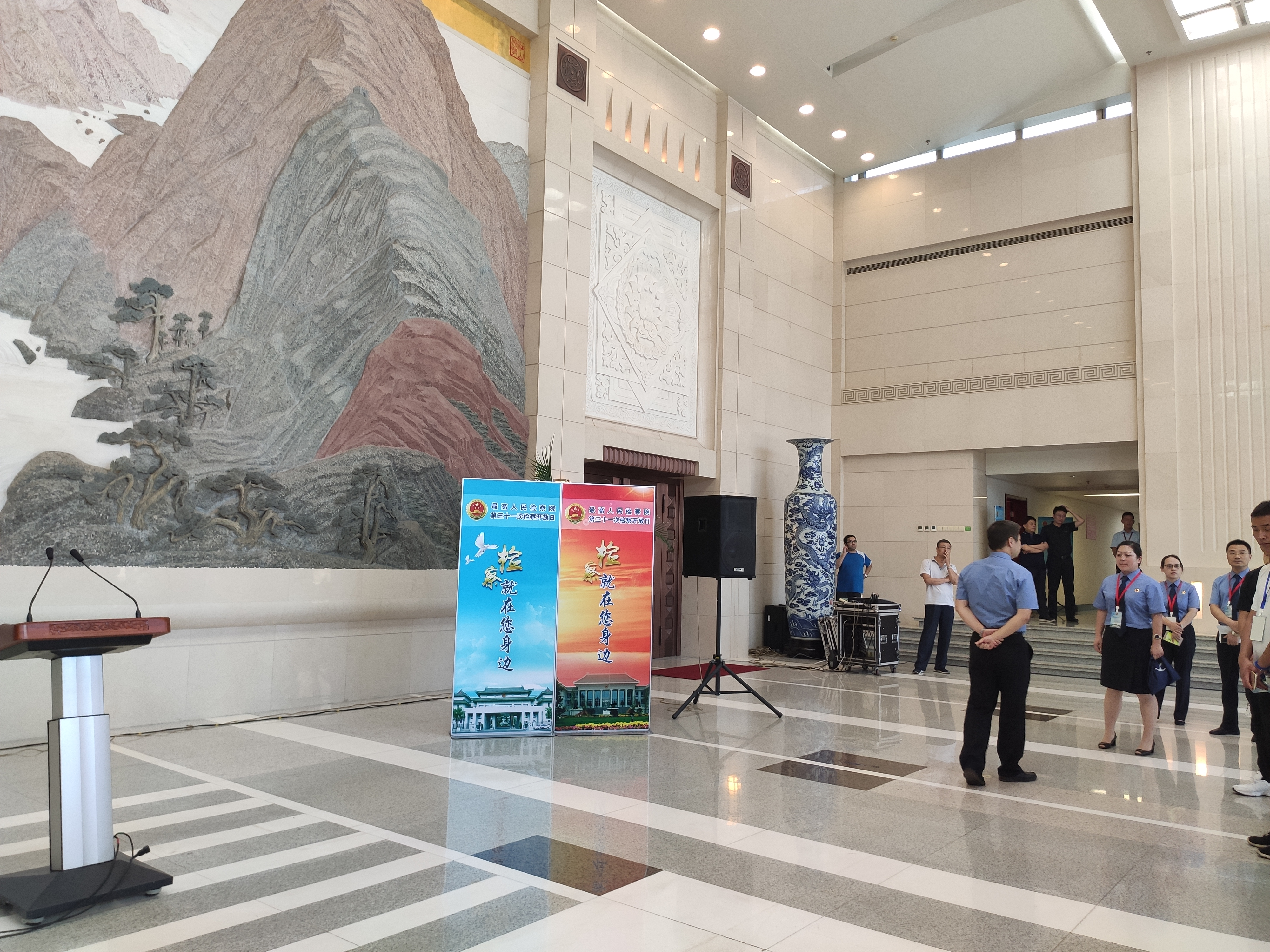
Sảnh của trụ sở Viện kiểm sát nhân dân tối cao

## Thành viên

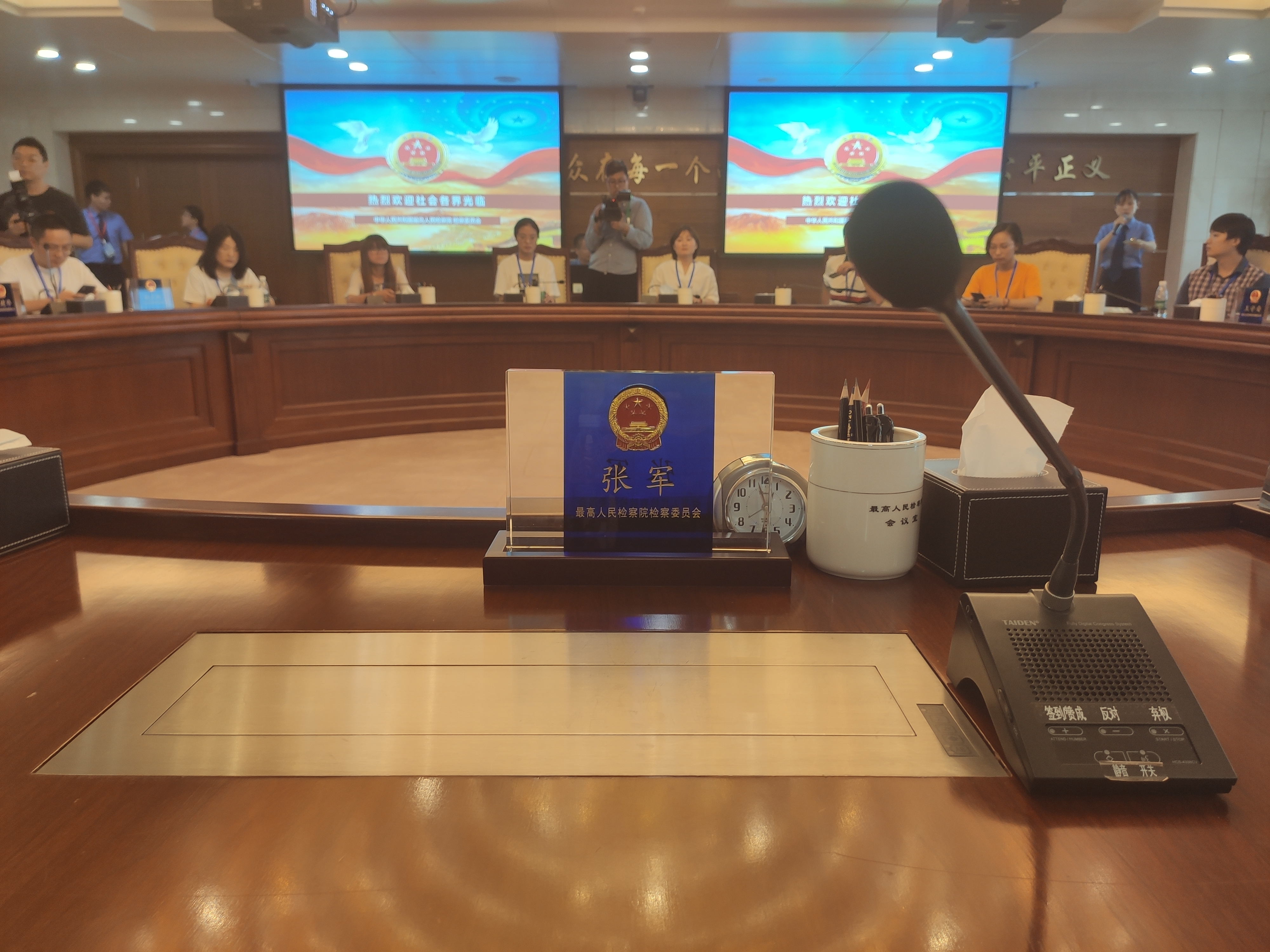
Phòng họp Ủy ban kiểm sát Viện kiểm sát nhân dân tối cao

## Lịch sử